# Асоциация на разузнавачите от запаса
Асоциацията на разузнавачите от запаса е сдружение с идеална цел в България, което обединява бивши служители на Първо главно управление на Държавна сигурност – сега Национална разузнавателна служба към президента на България.
Начело на управителния съвет на организацията е Горан Симеонов, предложен от министър Румен Петков за член на Обществения съвет към МВР през есента на 2005 г.
Сред известните бивши разузнавачи, членове на организацията, от времето на НРБ са:
- Владимир Тодоров – почетен председател, осъден (1992) на 14 мес. лишаване от свобода, които излежава в Софийския централен затвор[1];
- Марин Петков – консул в Италия (1976 – 1980) и пълномощен министър в Мексико (1985 – 1990).